# Marella Voyager
Die Marella Voyager ist ein Kreuzfahrtschiff der Reederei Marella Cruises. Es wurde am 2. November 1997 von Celebrity Cruises von der Meyer-Werft übernommen, hat eine Länge von 262,5 Metern und ist für 1912 Passagiere zugelassen. Das Schiff entspricht dem Panamax-Formfaktor. Von 2011 bis 2018 war das Schiff auf dem deutschen Markt als Mein Schiff 2, dann bis April 2023 als Mein Schiff Herz, bei TUI Cruises im Einsatz.

## Geschichte
Das Schiff wurde am 15. Oktober 1997 auf der Meyer Werft in Papenburg fertiggestellt und als drittes und letztes Schiff der Century-Klasse an die Reederei Celebrity Cruises (Tochterreederei von Royal Caribbean Cruise Line) abgeliefert, die es zunächst unter den Namen Mercury und ab 2008 als Celebrity Mercury betrieb.
Im Februar 2011 stellte Celebrity Cruises das Schiff außer Dienst. Im März 2011 übernahm TUI Cruises das Schiff. Von März bis Mai 2011 wurde das Schiff, wie auch zuvor die Mein Schiff, bei der Lloyd Werft Bremerhaven für TUI Cruises (Joint Venture der deutschen TUI AG und der norwegisch-amerikanischen Royal Caribbean Cruises Ltd.) umgebaut und nach der Taufe durch die Patin Anja Fichtel am 14. Mai 2011 unter dem Namen Mein Schiff 2 erneut in Fahrt gebracht. Die Nummerierung bezog sich ursprünglich auf die Reihenfolge der eingesetzten Schiffe der Reederei. Über den Kaufpreis des Schiffes wurde Stillschweigen vereinbart. Die Kosten für den Umbau wurden auf ca. 50 Mio. Euro beziffert.
Zunächst war vorgesehen, dass die Mein Schiff 2 im Sommer 2019 nach Indienststellung der neuen Mein Schiff 2 innerhalb der TUI Group an Thomson Cruises abgegeben werden sollte. Dabei sollte es den Namen TUI Explorer 2, nach der Umbenennung der Reederei in Marella Cruises geändert in Marella Explorer 2, erhalten. Der ursprünglich unter dem Namen Mein Schiff 8 geplante Neubau erhielt den Namen Mein Schiff 2.
Im März 2018 wurde jedoch bekanntgegeben, das alte Schiff nach einer Umbenennung auch über das Jahr 2019 hinaus in der Flotte zu behalten. Am 1. Dezember 2018 wurde das Schiff in Mein Schiff Herz umbenannt. Marella Cruises erhielt stattdessen die Skysea Golden Era, ein Schwesterschiff der Mein Schiff 2, und benannte sie in Marella Explorer 2 um.
Vom 13. Februar bis zum 3. März 2019 wurde die Mein Schiff Herz in Frankreich bei Chantier Naval de Marseille umgebaut. Am 3. März ging das Schiff auf Premierenfahrt und wurde am 6. März 2019 in Lissabon durch die Taufpatin Anja Fichtel getauft.
Der Wechsel zu Marella Cruises war nun für April 2022 geplant, wurde jedoch später erneut, auf 2023, verschoben. Das Schiff beendete seine letzte Kreuzfahrt für TUI Cruises im April 2023 und wurde anschließend bei Navantia in Cádiz zur Marella Voyager umgebaut. Am 31. Mai 2023 wurde das Schiff in Málaga getauft.

## Einsatz
Nach der Übernahme von TUI Cruises im Jahr 2011 fuhr die Mein Schiff 2 ab Hamburg und Kiel nach Nordeuropa, ebenso im Sommer 2012. Die Herbstsaison verbrachte das Schiff im westlichen und östlichen Mittelmeer, wo es auch zwischen April und November 2013 eingesetzt wurde. In den Wintermonaten wurde die Karibik befahren, mit Ausnahme des Jahreswechsels 2012/2013, wo Dubai ihr Ausgangshafen für Kreuzfahrten zu den Emiraten war. Diese Kreuzfahrten bot die Mein Schiff 2 auch in der Winter-Saison 2014/2015 an.
Der dritte Rockliner mit Udo Lindenberg fand 2014 auf der Mein Schiff 2 statt. Die ersten beiden Ausgaben dieser Rock-Kreuzfahrt hatte es 2010 auf der Mein Schiff 1 gegeben. Die fünfte Full Metal Cruise fand nicht mehr wie die vier vorangegangenen auf der Mein Schiff 1 statt, sondern auf der Mein Schiff 2.

## Daten
Das Schiff kann in 956 Kabinen 1912 Passagiere aufnehmen (bei 2 Pers./Kabine). Es gibt 652 Außenkabinen, davon sind 427 Kabinen mit einem Balkon oder einer Veranda ausgestattet. Die Untergliederung des Schiffs und die Bezeichnungen der Decks orientieren sich grob am Aufbau des Schwesterschiffes Mein Schiff 1. Die Höchstgeschwindigkeit beträgt 21,5 Knoten.

## Bilder

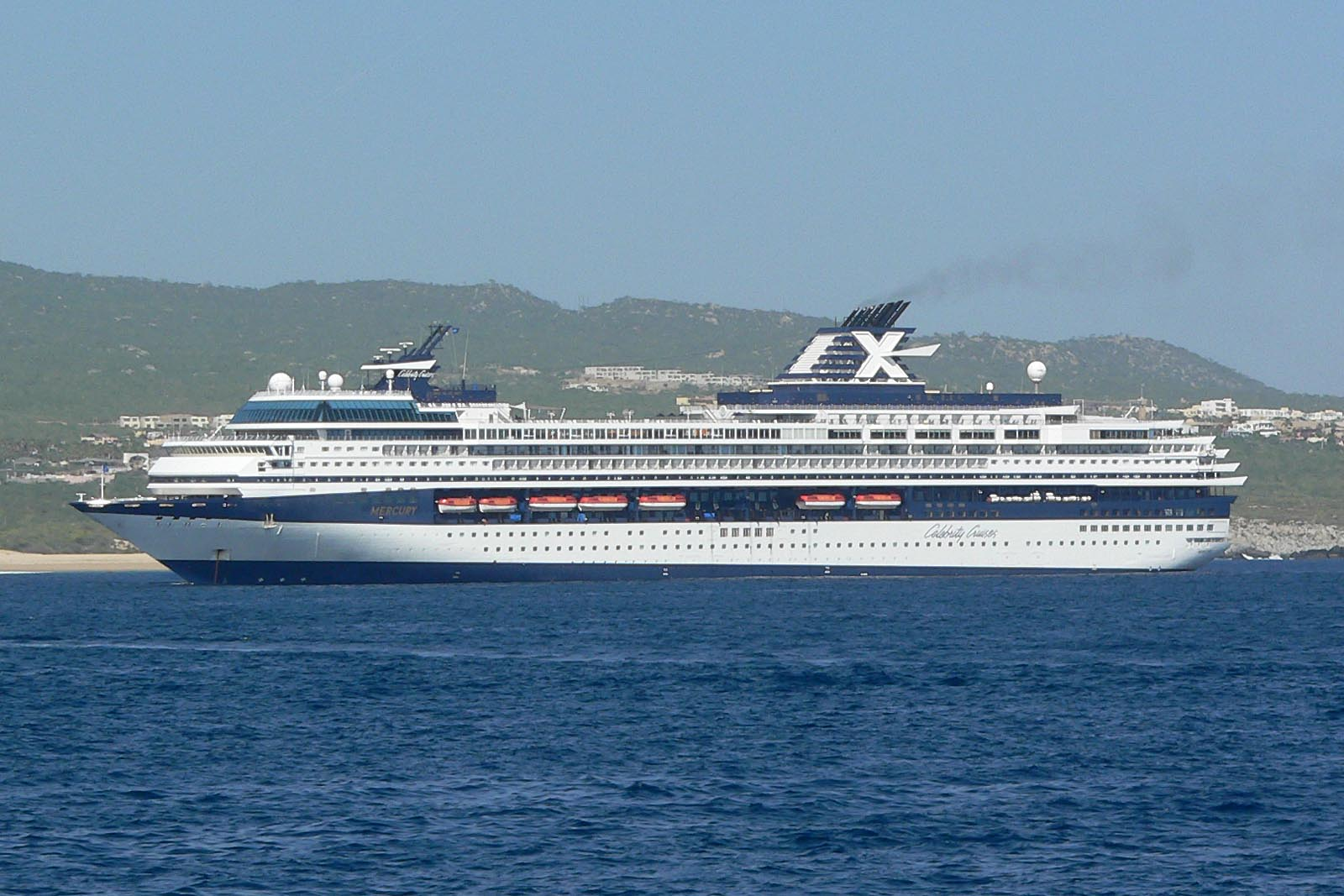
Das Schiff als Mercury
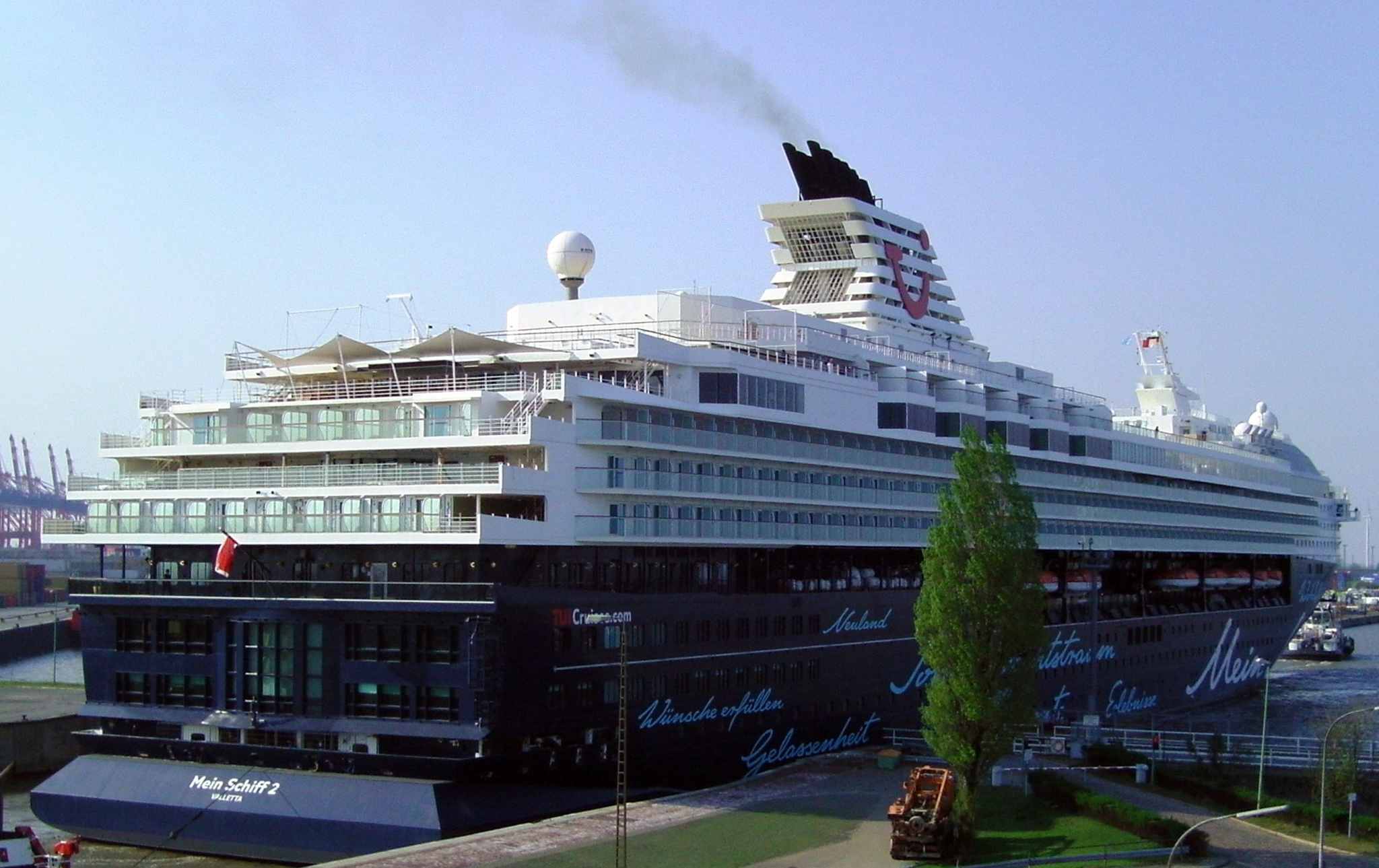
Heckansicht der Mein Schiff 2
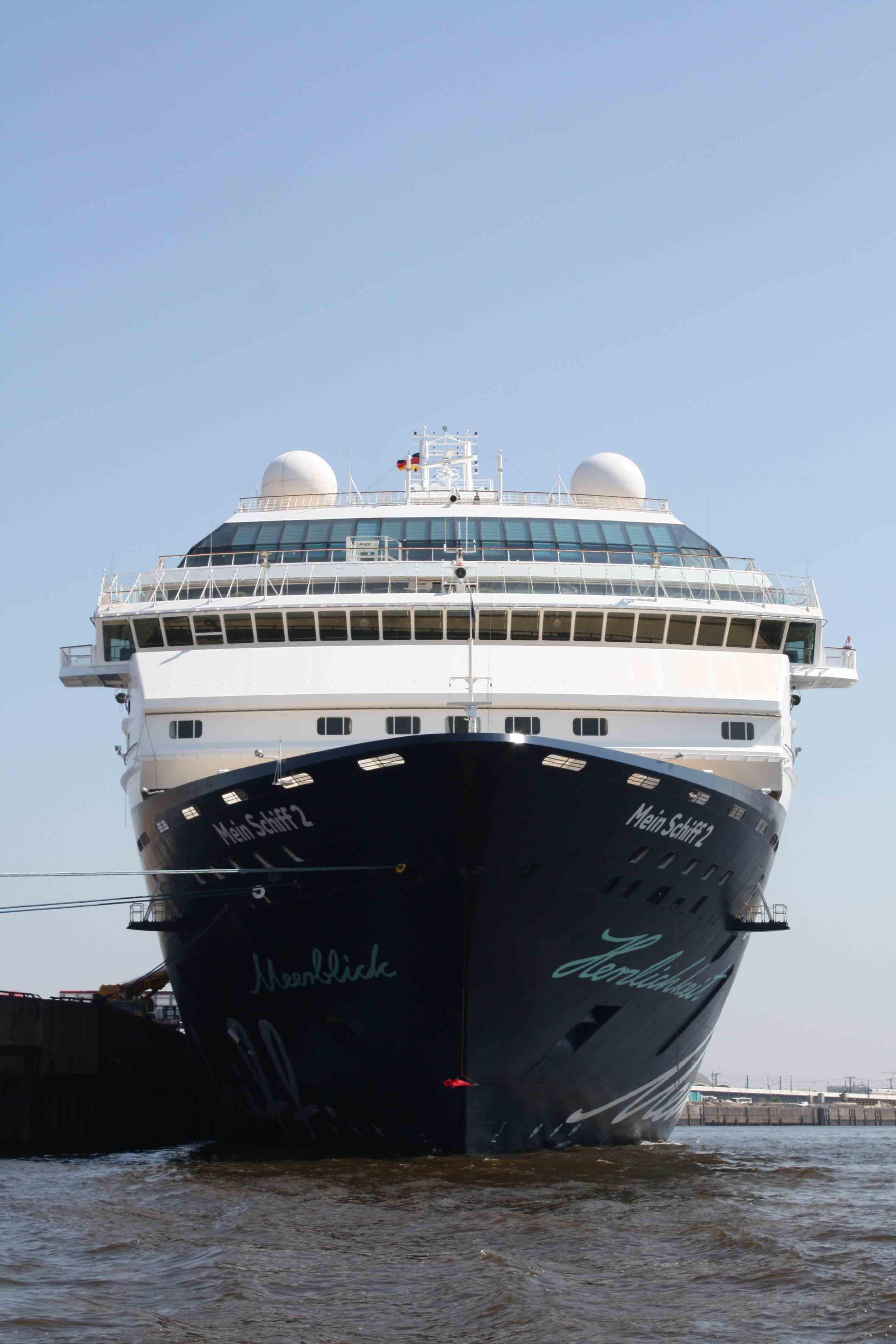
Der Bug der Mein Schiff 2
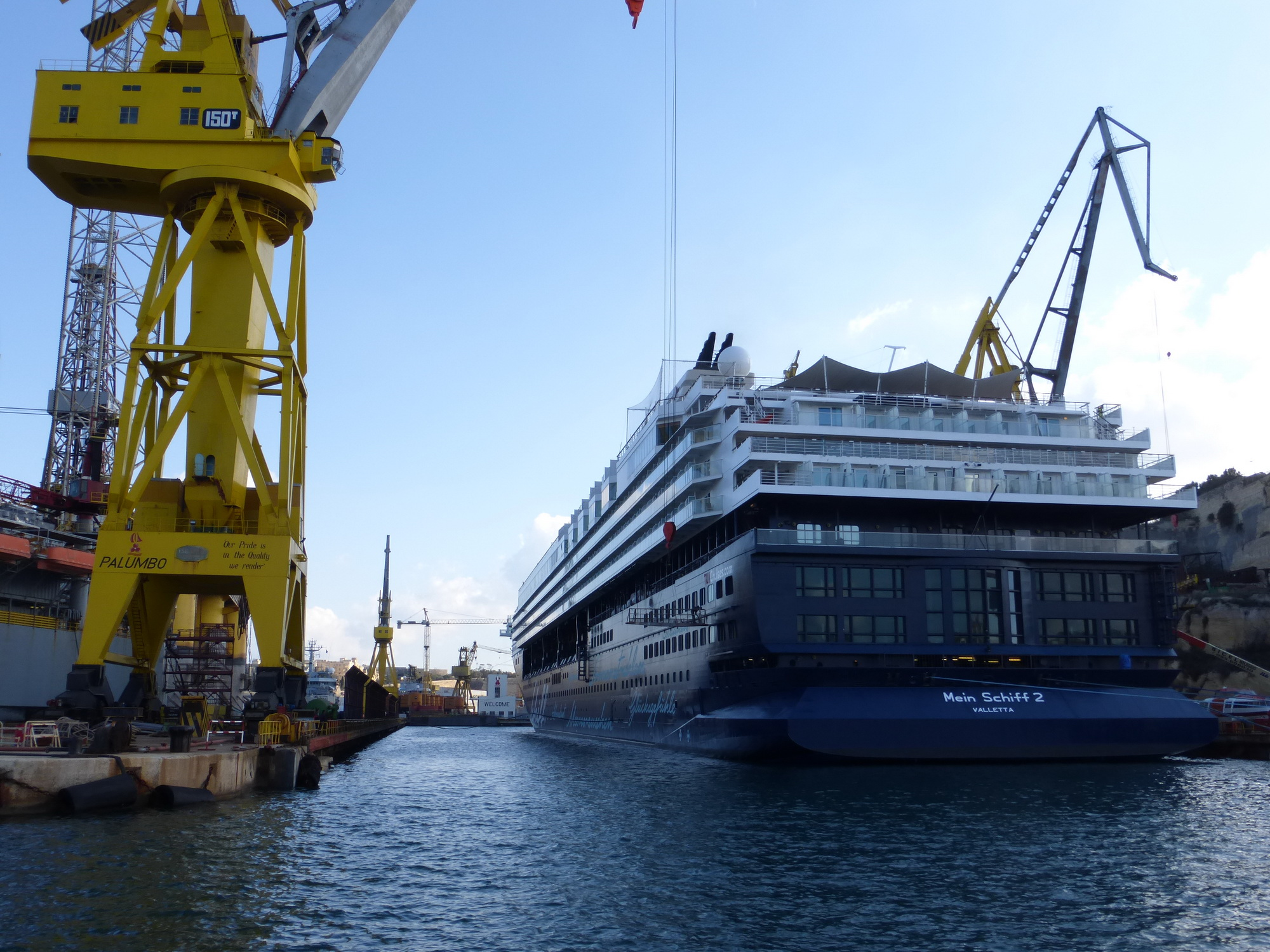
Mein Schiff 2 im Dock in Valletta